# Ernest Medina
Ernest Lou Medina (Springer, 27 agosto 1936 – Marinette, 8 maggio 2018) è stato un ufficiale statunitense che ha combattuto durante la Guerra del Vietnam.

## Biografia
Ernest Medina nacque in una famiglia messico-americana a Springer, nel New Messico. Al termine della scuola superiore, dopo diversi lavoretti, nel 1956 decide di arruolarsi nell'Esercito.
Era conosciuto come un "duro, abile soldato"; si era distinto come sottufficiale e si era diplomato come quarto nella sua classe di duecento compagni alla Officer Candidate School di Fort Benning in Georgia. Capitano dell'Esercito degli Stati Uniti durante la Guerra del Vietnam, fu Comandante della Compagnia C, 1º Battaglione, 20º Fanteria dell'11ª Brigata, Americal Division, l'unità responsabile del massacro di Mỹ Lai del 1968.
Dopo essersi dimesso dall'Esercito, Medina lavorò alla Enstrom Helicopter Corporation di Menominee, Michigan di proprietà di Francis Lee Bailey, suo avvocato difensore.

### Corte marziale
In base all'investigazione compiuta dal generale William R. Peers nel 1970, Medina sarebbe stato colpevole di aver:
- "pianificato, ordinato e supervisionato l'esecuzione da parte della sua compagnia di un'operazione illegale contro frazioni abitate del villaggio di Son My, che comprendeva la distruzione di abitazioni mediante incendio, l'uccisione di bestiame e la distruzione di colture e altri prodotti alimentari, e la chiusura di pozzi; e implicitamente ha diretto l'uccisione di qualsiasi persona che si trovasse lì";
- "forse ucciso fino a tre non combattenti a My Lai".

Medina venne sottoposto alla corte marziale nel 1971 per aver volontariamente permesso ai suoi uomini di uccidere dei non combattenti. Medina negò tutte le accuse e affermò di non aver mai dato alcun ordine di uccidere vietnamiti non combattenti.
Il gruppo di difesa di Medina, guidato da Francis Lee Bailey e supportato da uno staff che includeva Gary Myers, affermarono che i suoi uomini avevano ucciso non combattenti vietnamiti di propria volontà e non sotto gli ordini di Medina. Medina testimoniò anche di non essersi reso conto che le sue truppe a My Lai fossero fuori controllo fino a che non fu troppo tardi.
Medina negò fermamente anche l'uccisione di qualsiasi non combattente vietnamita a My Lai, a eccezione di una giovane donna che due soldati testimoniarono di aver trovato nascosta in un fosso. Medina dichiarò di aver sparato alla donna quando questa uscì con le mani alzate, perché pensava avesse una granata, mentre invece era disarmata. Gli avvocati della difesa portarono l'esempio di diversi casi avvenuti durante la guerra del Vietnam in cui sospetti Viet Cong e loro simpatizzanti simulavano la resa per poi utilizzare pistole nascoste o granate per minacciare o uccidere personale militare americano.
Nell'agosto 1971, Medina fu dichiarato non colpevole di tutte le accuse. Le deliberazioni della giuria durarono circa 60 minuti. Nonostante la sua assoluzione, la carriera militare di Medina era terminata e ciò provocò le sue dimissioni dall'incarico (e, quindi, anche dal servizio nell'Esercito) poco dopo.

## Riferimenti culturali
- Medina è citato per nome nella prima strofa della canzone di protesta sul Vietnam di Pete Seeger Last Train to Nuremberg del 1970:Do I see Lieutenant Calley? Do I see Captain Medina? Do I see Gen'ral Koster and all his crew?
- Il libro Parola d'onore di Nelson DeMille cita ed utilizza il processo Medina e le questioni in esso sollevate come tema chiave.